# Björksjön (Tjällmo socken, Östergötland)
Björksjön är en sjö i Motala kommun i Östergötland och ingår i Motala ströms huvudavrinningsområde.